# PSR J2124-3358
PSR J2124−3358 är en millisekundspulsar belägen i mellersta delen av stjärnbilden Mikroskopet. Den är ett av de ljusaste exemplen av sin typ i röntgenspektrumet. Upptäcktes 1997, ingen optisk komponent observerades 2003.